# 2014 YR72
2014 YR72 est un objet transneptunien faisant partie des plutinos.